# 小行列

小行列は行列から特定の行および列を取り除いて得られる。この図では第二行と第四列を落としている。

線型代数学における部分行列（ぶぶんぎょうれつ、英: submatrix）または小行列（しょうぎょうれつ、独: Teilmatrix）は、与えられた行列に対してその行または列を取り除くことで作られる行列を言う。特に正方行列に対して同じ番号の行と列を取り除くことで得られる小行列は主小行列 (principal submatrix) と呼ぶ。小行列は、小行列式や余行列の定義に用いられ、それらは行列式の余因子展開において重要である。

## 定義
A = (ai j) ∈ Mat(m, n; K) を可換体 K 上の行列とするとき、A の小行列 AI J は、行添字の部分集合 I ⊂ {1, …, m} と列添字の部分集合 J ⊂ {1, …, n} を選んで除いた行列
{\displaystyle A_{IJ}:=[a_{ij}]_{i\in \{1,\ldots ,m\}\smallsetminus I, \atop j\in \{1,\ldots ,n\}\smallsetminus J}}
を言う。この小行列 AI J は m − |I| 本の行および n − |J| 本の列を持つ行列である。取り除く添字の部分集合が各々一元集合であるときには、例えば A{i} {j} は単に Ai j と書く。
m = n で I = J のときの小行列
{\displaystyle A_{I}=A_{II},\quad A_{i}=A_{ii}}
を主小行列とも呼ぶ。
これとは異なり、選んで用いる添字を指定することによって小行列を記述することもある。この立場では
{\displaystyle A_{IJ}=[a_{ij}]_{i\in I,j\in J}}
のように書く。ただし、以下本項ではこの記法は用いないこととする。連続する番号の行および列を用いて得られる小行列は、もとの行列のブロックと呼ばれる。

## 例
例えば、以下の行列
{\displaystyle A={\begin{bmatrix}1&2&3&4\\5&6&7&8\\9&10&11&12\end{bmatrix}}\in \mathbb {R} ^{3\times 4}}
に対して、その小行列の一つ
{\displaystyle A_{23}=A_{\{2\}\ \{3\}}={\begin{bmatrix}1&2&4\\9&10&12\end{bmatrix}}\in \mathbb {R} ^{2\times 3}}
は第二行および第三列を取り除いて得られる。

## 応用
行列 A ∈ Mat(m, n; K) が階数 r を持つならば、正方小行列 AI J ∈ Mat(r; K) が存在して rank(AI J) = rank(A) かつ det AI J ≠ 0 とできる。そのような小行列は、例えばガウスの消去法などを用いて計算できる。正方小行列の行列式は小行列式と呼ばれ、主小行列の行列式は主小行列式と呼ばれる。正方行列 A の Ai j の形の小行列の行列式に交代符号を与えれば、もとの行列の余因子
{\displaystyle {\tilde {a}}_{ij}=(-1)^{i+j}\det(A_{ij})}
が得られ、余因子行列  ≔ (i j) は A の逆行列を陽に計算するために用いることができる。また行列式の計算に関するラプラス展開定理や二つの行列の積の行列式に関するビネ–コーシーの定理などにおいても小行列式は重要な役割を果たす。

## 注
1. ↑  Christian Karpfinger: Höhere Mathematik in Rezepten. Springer Verlag, Berlin 2014, ISBN 978-3-642-37865-2, S. 95.
2. ↑  Überhuber, Computer-Numerik 2 (ドイツ語), p. 212
3. ↑  Bosch, Lineare Algebra (ドイツ語), p. 146